# 海塚新八
海塚 新八（かいづか しんぱち、前名・卯三郎、1872年10月11日〈明治5年9月9日〉 - 没年不明）は、日本の実業家、資産家、広島県多額納税者。東洋コルク工業（現・マツダ）の初代社長。族籍は広島県平民。

## 来歴
広島県人・海塚新八の長男。1914年、家督を相続し、前名・卯三郎を改め襲名する。金穀貸付業を営む。また銀行、会社の重役であり、広島産業銀行頭取、広島電気社長、広島合同貯蓄銀行、藝備銀行、日本麻紡績、広島電気製作所、中外商事、芸備鉄道各取締役、中国商業銀行、可部銀行、広島米穀取引所各監査役、広島株式取引所理事などを務めた。1920年からは東洋コルク工業（現・マツダ）の初代社長も務めた。

## 人物
貴族院多額納税者議員選挙の互選資格を有する。住所は広島市塚本町。

## 家族・親族
海塚家
- 父・新八[2]（1847年 - 1913年） - 佐伯郡海老塩浜（現・広島市佐伯区）に塩田経営の清水屋新平の次男に生れ、1872年、20歳のときに広島の西本川の肥物商（肥料問屋）・海老屋の養子となり[12]、肥料商の傍ら金融業を営んで身代をつくって一代で広島財界の有力者となる[13]。
- 継母・イワ（1853年 - ?、広島、秦正作の長女）[2]
- 妻・ヤエ（1873年 - ?、広島、深田稔の妹）[1][2]
- 長男・彦三郎（1891年 - ?、広島産業銀行取締役）[6]
  - 同妻・シゲ（1900年 - ?、広島、本田権平の養子）[7][14]
- 二男[7]
- 三男[1]
- 孫[7]

親戚
- 本田権平（米穀商、広島県多額納税者）